# Kupang
Kupang er en by på øen Timor i provinsen Nusa Tenggara Timur i Indonesien. Befolkningen er anslået til 450.000 mennesker (2010) , på et areal på 180,27 kvadratkilometer.
Byen er sæde for et katolsk ærkebispedømme og har sit eget universitet siden 1962. Kupang har cementindustri og er en eksporthavn.